# 477
Năm 477 là một năm trong lịch Julius.